# علم الآثار في العراق

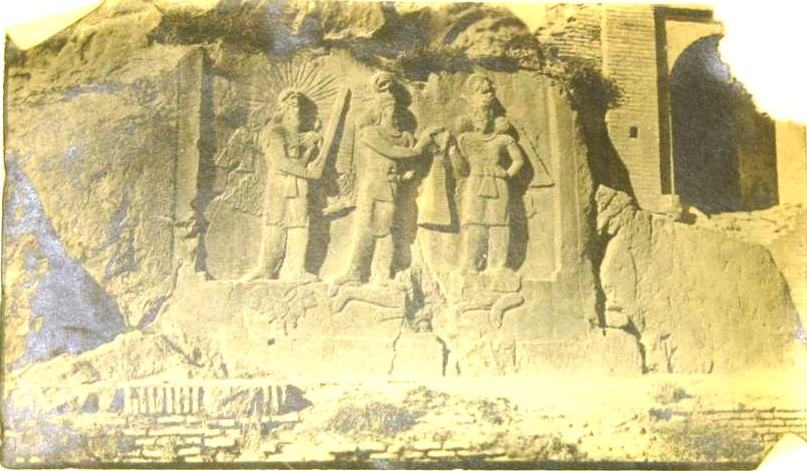
بعض الآثار التي صورت بالعراق في الفترة 1914-1919

بدأت قصة علم الآثار في العراق مع أولى الإشارات الواردة في الكتب المقدسة والمدونات الكلاسيكية التي أشارت إلى حضارات وشعوب العراق القديم وآثاره، فزار المواقع الأثرية المنتشرة في العراق العديد من الرحالة العرب والأجانب الذين ساهم بعضهم في نقلها إلى أوروبا لتزيد الرغبة الغربية في زيارة هذا البلد والاطلاع على مواقعه الأثرية، فنضمت العديد من الجمعيات والمؤسسات الأجنبية وإدارات المتاحف الأوربية بعثات اتجهت نحو العراق للبحث عن كنوزهِ الأثرية ونقلها إلى مخازن تلك المتاحف على يد شخصيات أجنبية حفرت ونبشت واستظهرت الكنوز الأثرية التي احتضنتها لآلاف السنين أرض بلاد الرافدين في ظل غياب السلطة القانونية والسياسية الرادعة لهذه الأعمال في تلك الفترة. قبل إن تبدأ مرحلة القرن العشرين إذ بدأت بعثات أجنبية بإقامة حفريات منظمة وشاملة مقارنةً مع سابقاتها.

## تاريخ
شهدت أرض العراق قديماً قيام بداية الحضارة البشرية المعروفة على مستوى العالم والتي عرفت بمنجزاتها الحضارية والقيمة، وكان لها أيضاً علاقاتها وتأثيراتها الحضارية الواسعة مع مختلف حضارات ودويلات العالم القديم. وعلى هذا الأساس كان الاهتمام بآثار تلك الحضارات العراقية القديمة كبيراً . ذلك الاهتمام الذي تنامى وتعاظم بشكل متوازٍ مع تنامي الدوافع والغايات التي زار العراق لأجلها الكثير من الرحالة والباحثين والمهتمين سواءً من العرب أو الأجانب، والذين وضحوا في كتاباتهم ومؤلفاتهم شيئاً عن آثار هذا البلد، الذي قد ورد عن حضاراته القديمة وآثاره بعض الإشارات الكتابية في الكتب المقدسة كالقرآن الكريم أو العهد القديم وفي المؤلفات أو المدونات الكلاسيكية القديمة أيضاً، فعمد بعض من زار العراق، ولاسيما الأجانب منهم، إلى نقل واستنساخ ورسم بعض الآثار الشاخصة للعيان والعودة بها إلى بلدانهم ليتشكل الحافز والدافع الممهد للكثيرين غيرهم من المهتمين بهذا الجانب لأن يزوروا العراق ويبحثوا في أرضه عن تلك الآثار ذات القيمة المادية والفنية، والتي تخص أقواماً قديمة ورد ذكرها في العهد القديم، لتنطلق مع بداية القرن التاسع عشر أولى عمليات البحث عن الآثار العراقية بوساطة طرائق ووسائل عديدة روعي فيها عدم الإسراف في إنفاق المال والوقت والجهد فكان النبش والتخريب في بطون ابرز المواقع الأثرية سمة هذه الأعمال في تلك المدة، ناهيك عما استحوذ عليه من الآثار عن طريق المتاجرة، تلك الأعمال التي كان ابرز مموليها الحكومات والمؤسسات والجمعيات العالمية، ومنها على وجه الخصوص المتاحف الأوربية كالمتحف البريطاني ومتحف اللوفر الفرنسي، فتم بذلك نقل الكثير من الآثار العراقية عبر شخصيات أجنبية حملت الطابع السياسي والعسكري والاستخباراتي وأيضاً بوساطة مجموعة المغامرين والشخصيات المرتبطة بالمتاحف الأوربية، والتي وفدت إلى العراق في تلك المدة لأجل إخراج أكبر كمية ممكنة من الآثار بأتجاه أوروبا، قبل أن تبدأ مرحلة القرن العشرين الميلادي التي نشطت بها البعثات الأجنبية العاملة في العراق، والمتسمة بعض أعمالها الآثارية بالتنظيم والدقة مقارنةً مع الأعمال السابقة.
إن ما تقدم مثل عوامل أو مسببات أو مراحل ممهدة لنشوء علم الآثار في العراق.

### القرن التاسع عشر
ظهر الكثير من المغامرين الأوروبيين والمستشرقين، بأعداد متزايدة في النصف الثاني من القرن التاسع عشر. وحظيت باهتمام، أسماء معروفة لكثير من هذه المواقع القديمة من العهد القديم، والكثير من العمل الميداني في وقت مبكر كان بدافع من الرغبة في اثبات الدقة التاريخية للكتاب المقدس. ومن بين المغامرين، بول إميل بوتا القنصل الفرنسي في الموصل، الذي جمع بين دوري الدبلوماسي وعالم الآثار الهاوي.

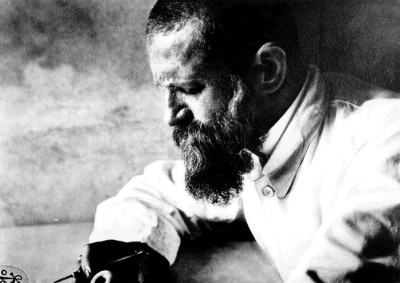
Robert Koldewey

وجاء هنري وستن لايارد الإنكليزي قريبا من بعده. في عقد 1840 كان كل منهما على حدة في حفر تلال الآثار الآشورية في نمرود ونينوى، وخورسباد في شمال العراق، ومن هناك شحنها إلى عواصم أوروبا والتي تحوي الكنوز المذهلة من ألواح حجرية مع نقوش معقدة عن الملوك القديمة والحيوانات المجنحة والشخصيات الأسطورية الأخرى، ومكتبات كاملة من ألواح الرقم الطينية المكتوبة بواسطة الكتابة المسمارية.

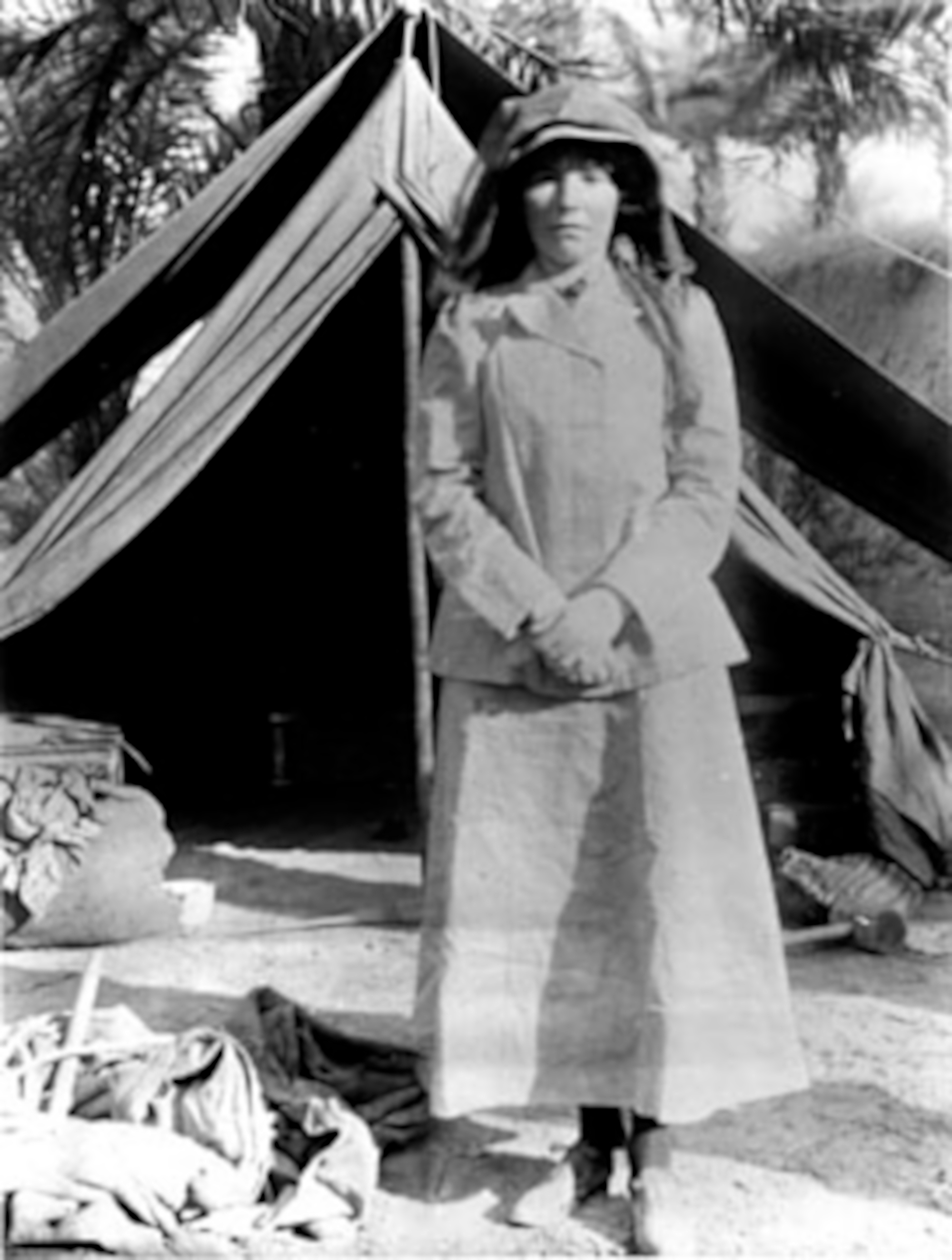
عالمة الآثار البريطانية غرويتيد بيل في العراق عام 1909

كان لايارد يستخدم جيشا من الفلاحين يحملون المعاول والمجارف إلى السلة لتحصيل أكبر عدد ممكن من النقوش ضخمة. كما انه يمكن في هذه العملية قد فقد عدد غير قليل من الآثار التي غرقت في قاع نهر دجلة. كان هذا الوقت من النهب للاثار باشراف السلطات العثمانية التي لم تحقق نجاحا يذكر في السيطرة على تصدير الآثار، والتي ظهرت قريبا على الشاشة في مجموعات خاصة من الأثرياء، وبطبيعة الحال، في متحف اللوفر والمتحف البريطاني. أصبح لايارد مشهورا بمآثره، ويعرض كمية من التحف وكشف انه حفز المصلحة العامة فيه والإعجاب لمهارات الحرفيين القديمة. إن تتبع تواريخ جديدة عن جذور الحضارة الغربية لهذه الشعوب القديمة. خرجت من هذا الاهتمام عددا من أكثر المغامرين الأوروبين والأمريكيين لاستكشاف الآثار وتحصيلها لأنفسهم بأفضل ما يمكنهم. وفي نهاية القرن، كما هو الحال في مصر ودول أخرى في المنطقة، أصبحت أساليب الحفر أكثر دقة من أجل استرداد السجلات القديمة والآثار التي كانت أقل عرضة للتحطيم وعلى الرغم من انها ممزقة من جراء الحفر في التربة، ودون الخوض في أول الأمر إن بعض الانتباه إلى السياق الذي اكتشف هذا الاسلوب في الحفر. ولقد أرسلت البعثات الاميركية وخصوصا في جامعة شيكاغو وجامعة بنسلفانيا عددا من الحملات، ولكن الجهود في شيكاغو انتهت في فضيحة عام 1904 عندما اتهم المدير الميداني جيمس إدغار المصارف بالأهمال والضياع والتهريب، والتي أودعت فيها القطع الأثرية.

### أول قانون خاص بالآثار
إن التغير الذي حصل على المستوى السياسي في العراق بعد إعلان الحكم الوطني فيه عام 1921م، والذي ألقى بظلاله على الجانب الآثاري في البلد فسرعان ما تشكلت، وعلى مراحل متطورة، أول دائرة وطنية حكومية تعنى بشؤون الآثار وأول قانون خاص بالآثار عقبهم قسم أكاديمي يُعّنىَ بتدريس علم الآثار، فتمهد بذلك للأيدي والخبرات الوطنية مهمة النهوض والارتقاء بالجانب الآثاري والمضي بمسيرة تطويره في العراق، وصولاً إلى يومنا هذا الذي بات فيه كلية خاصة تهتم بعلم الآثار تابعة لجامعة الموصل، وتعد إحدى ابرز الجامعات العراقية وأولها نشاطاً في الجانب الآثاري في العراق. كما استدعي وللضرورة العلمية والأكاديمية استحداث قسم علمي أكاديمي تحتضنه جامعة عراقية يعنى بعلم الآثار قام عليه عدد من علماء الآثار العراقيين الذين سبق لهم أن درسوا علم الآثار واللغات القديمة في إحدى الجامعات العالمية ثم التحقوا بكوادر مديرية الآثار العراقية، وعلى رأسهم الأستاذان طه باقر وفؤاد سفر.
وبتأسيس دائرة الآثار وتشريع قانون الآثار واستحداث قسم الآثار الأكاديمي في جامعة بغداد اكتمل عقد نشوء علم الآثار في العراق لتأخذ الكوادر الآثارية الوطنية على عاتقها مهمة تطوير هذا العلم بوجهيه الفني (الميداني) والنظري (الأكاديمي) عبر نشاطاتها الآثارية أولاً ومجموعة الدراسات والبحوث الآثارية الخاصة بتاريخ وحضارة العراق القديم وآثاره الدالة على عمق تاريخه الموغل في الزمن ثانياً.

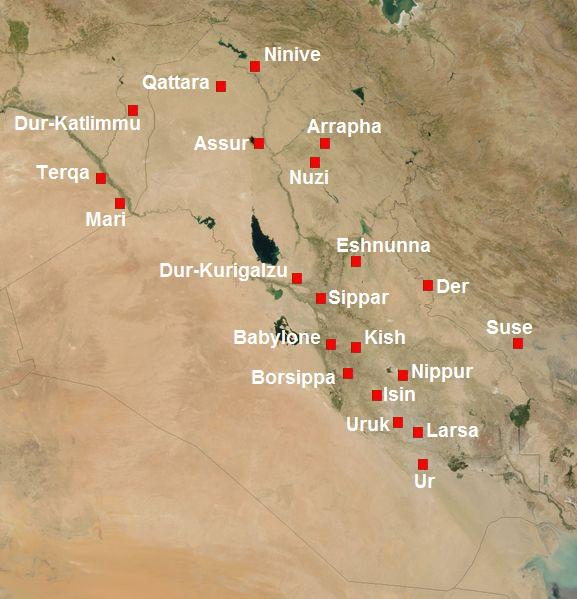
خارطة توضح المواقع الأثرية في العراق